# Zelentchoukskaïa
Zelentchoukskaïa est une ville de la république de Karatchaïévo-Tcherkessie, dans le Caucase septentrional.
Sa population était de 19 449 habitants en 2010.
À proximité de la ville se trouve l'Observatoire spécial d'astrophysique, composé d'un grand télescope optique le BTA-6 et d’un radiotélescope, le RATAN-600.

## Histoire
Les 8 et 9 décembre 1942, environ 180 Juifs sont assassinés lors d'une exécution de masse perpétrée par les troupes allemandes dans une tranchée creusée à 2-3 km de la ville.